# جورج كاي
جورج كاي (بالإنجليزية: George Kay)‏، من مواليد 21 سبتمبر 1891 في مانشستر في إنجلترا، وتوفي في 18 ابريل 1954 في ليفربول في إنجلترا، لاعب كرة قدم إنجليزي سابق، ومدرب كرة قدم إنجليزي سابق.
بدأ مسيرته الكروية مع نادي بولتون واندرز في عام 1911، وشارك معهم في 3 مباريات، وفي عام 1911 انتقل إلى نادي ديستيلري، ولعب معهم حتى عام 1915، وشارك معهم في 91 مباراة وسجل 14 هدف، وفي عام 1919 انتقل إلى نادي وست هام يونايتد، ولعب معهم حتى عام 1926، وشارك معهم في 237 مباراة وسجل 15 هدف، وفي عام 1927 انتقل إلى نادي ستوكبورت كاونتي، ولعب معهم مباراتين.
و قد درب نادي لوتون تاون منذ عام 1929 وحتى عام 1931، وفي عام 1931 انتقل إلى تدريب نادي ساوثامبتون، ودربهم حتى عام 1936، وفي عام 1936 انتقل إلى تدريب نادي ليفربول، ودربهم حتى عام 1951.

## روابط خارجية
- جورج كاي على موقع قاعدة بيانات كرة القدم.إي يو (الإنجليزية)
- جورج كاي على موقع Soccerbase.com (مدرب) (الإنجليزية)